# Francis Hastings (16e comte de Huntingdon)
Francis John Clarence Westenra Plantagenet Hastings, 16e comte de Huntingdon (30 janvier 1901 - 24 août 1990), titré vicomte Hastings jusqu'en 1939, est un artiste britannique, un universitaire, puis un parlementaire travailliste.

## Jeunesse et éducation
Fils et héritier de Warner Hastings (15e comte de Huntingdon) et de sa femme Maud Margaret Wilson, il fait ses études au Collège d'Eton, et à Christ Church, Oxford, et à la Slade School of Art, Londres. À Oxford, en 1922, il représente sa Polo Varsity Team.

## Parcours artistique et académique

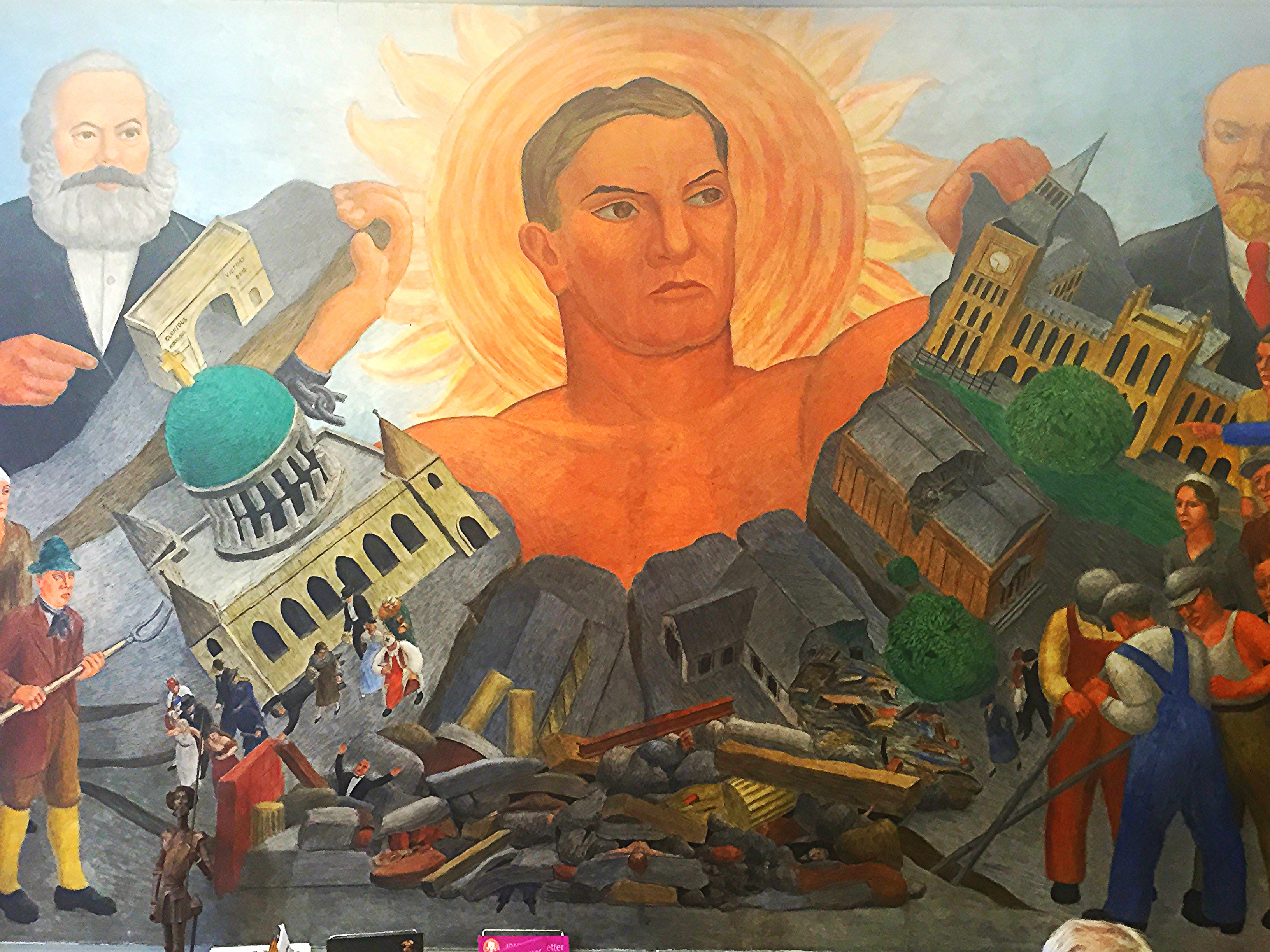
Peinture murale de Hastings, Le travailleur du futur bouleversant le chaos économique du présent (1935), à la Marx Memorial Library, Londres

Huntingdon est l'élève du peintre muraliste mexicain Diego Rivera et expose notamment à Londres, Paris, Chicago et San Francisco. Il est également nommé professeur au Camberwell College of Arts et à la Central School of Arts & Crafts de Londres. Il est ensuite président de la Society of Mural Painters entre 1951 et 1958.

## Vie publique
Pendant la Seconde Guerre mondiale, il est contrôleur adjoint de la défense du conseil du district rural d'Andover de 1941 à 1945. Huntingdon hérite du comté en 1939 et prend son siège sur les bancs travaillistes de la Chambre des lords. Il sert sous Clement Attlee en tant que secrétaire parlementaire du ministère de l'Agriculture et de la Pêche de 1945 à 1950.

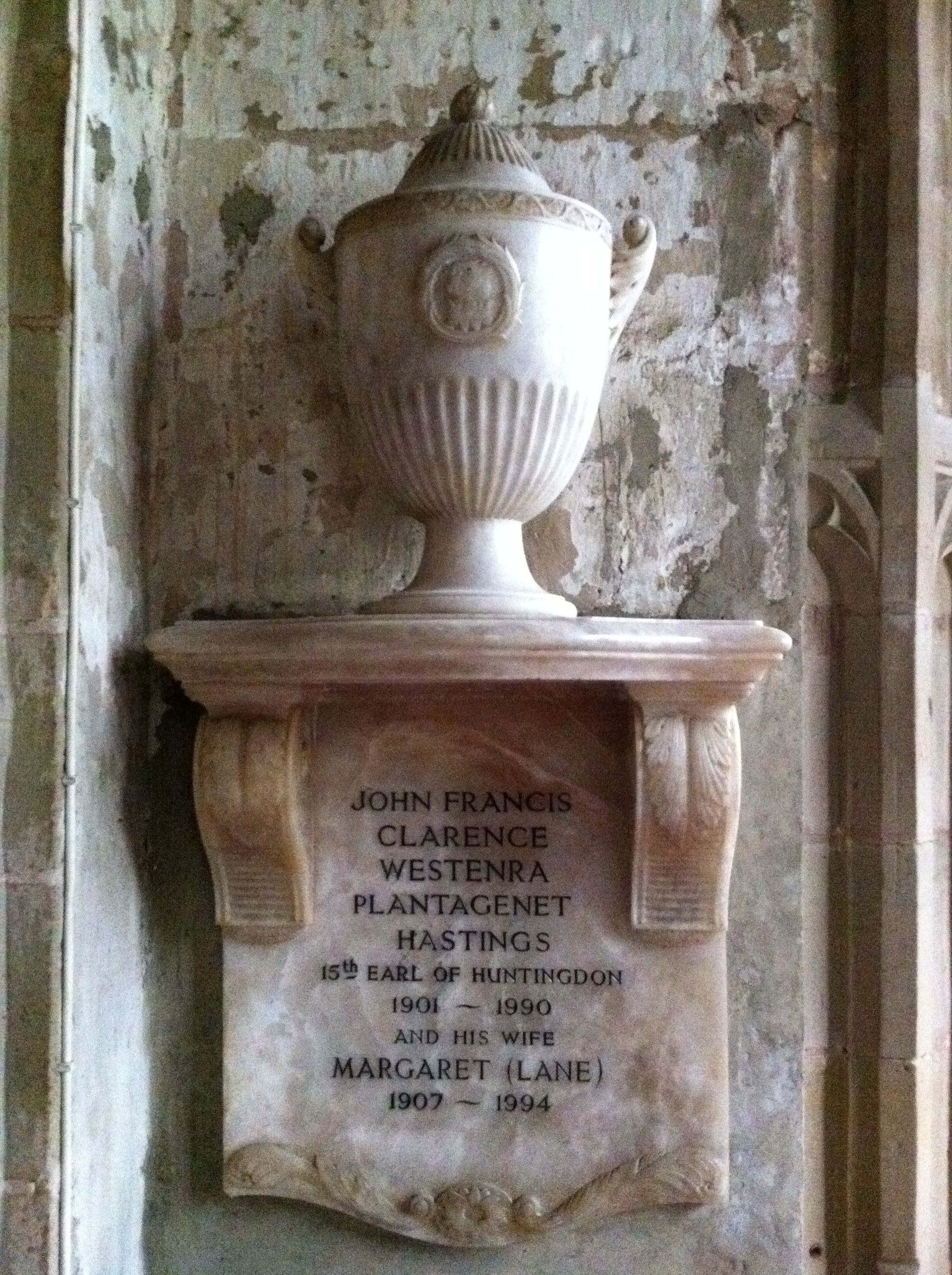
Mémorial au comte d' Ashby Church

Il est l'auteur de The Golden Octopus et Commonsense about India.

## Famille
Il épouse Cristina Casati, fille de Camillo, marquis Casati Stampa di Soncino et de sa femme, la muse artistique Luisa, en 1925; ils ont une fille :
- Moorea Hastings (4 mars 1928 - 21 octobre 2011). Elle est de 1957 à 1966 l'épouse de l'homme politique et chroniqueur Woodrow, Lord Wyatt de Weeford avant d'épouser le publicitaire Brinsley Black, nommé comme l'un des Anglais les mieux habillés dans le numéro inaugural de Men in Vogue en 1965[2]. Lady Moorea, qui était notoirement non maternelle[3], a un fils avec chacun de ses maris :
  - Périclès Plantagenet James Casati Wyatt (né en 1963), propriétaire et exploitant de parcs aquatiques et de camps de véhicules récréatifs en Arizona[4],[5]  demi-frère de la journaliste Petronella Wyatt.
  - Octavius Black (né en 1968); est à Eton avec David Cameron, marié à l'avocate conservatrice Joanne Cash.

Huntingdon et sa première femme divorcent en 1943 (Cristina épouse ensuite Wogan Philipps, 2e baron Milford et est décédée en 1953). Huntingdon se remarie à Margaret Lane, fille de Harry George Lane, et ex-épouse de Bryan Wallace, fils de l'écrivain Edgar Wallace, en 1944. Lady Huntingdon est écrivain et critique et publie des livres sur Beatrix Potter, Samuel Johnson et les sœurs Brontë. Ils ont deux filles :
- Selina Hastings (née le 5 mars 1945).
- Caroline Harriet Hastings (née le 12 juin 1946).

Lord Huntingdon est décédé en août 1990, à l'âge de 89 ans, et est remplacé dans le comté par son cousin William Hastings-Bass. Son épouse, la comtesse douairière de Huntingdon, est décédée en 1994. En 2014, sa fille Selina, une biographe réputée, écrit The Red Earl: The Extraordinary Life of the 16th Earl of Huntingdon .